# Râul Izvorul Roșu, Baia
Râul Izvorul Roșu este un curs de apă, afluent al râului Baia.